# The Visitors (sång)
The Visitors är en sång skriven och producerad av Benny Andersson och Björn Ulvaeus. Den spelades in och utgavs av den svenska popgruppen Abba. Solopartierna sjungs av Anni-Frid Lyngstad. 

## Historik
När inspelningen av melodin påbörjades 22 oktober 1981 i Polar Studios i Stockholm hade demoinspelningen arbetsnamnet Den första. 
The Visitors valdes som titelspår på gruppens åttonde  studioalbum som utgavs i november 1981. Sången släpptes även som singel i USA där den nådde som högst till plats 63. En dubbel A-sida med When All is Said and Done utgavs i USA och nådde plats 8 på Billboard Dance Charts. I större delen av världen var The Visitors B-sida på singeln Head Over Heels.

### Sångtextens betydelse
Texten skrevs av Björn Ulvaeus och vid utgivningen av sången ville han inte kommentera dess innebörd. I boken ABBA - The complete recording sessions, utgiven 1994, berättade han för första gången att den handlar om sovjetdissidenter. I den svenska översättningen av boken berättar han: "Jag försökte föreställa mig hur det måste kännas att sitta där och vänta på den där olycksbådande knackningen på dörren, att aldrig veta när den skulle komma och aldrig kunna vara säker på någonting".
Innan förklaringen till texten spreds, diskuterades mellan fans vad sången egentligen handlar om. Teorierna var allt från besök från andra planeter, till ett insjuknande i galenskap. 
Textens innebörd var inte allmänt känd 1982, när albumet The Visitors förbjöds i Sovjetunionen. Förbudet av import av albumet berodde på Abba:s medverkan i US Department of Informations TV-show Let Poland Be Poland, som via satellit sändes ut över världen den 31 januari 1982. Showen, där även Frank Sinatra, Paul McCartney, Orson Welles, Henry Fonda och Ronald Reagan medverkade, var en protest mot införandet av militärt undantagstillstånd i Polen.

## Coverversioner
- Gruppen Abbacadabra gjorde ett flertal dancecover-remixar av sången på Almighty Records i slutet av 1990-talet.